# Коридонија
Коридонија (итал. Corridonia) насеље је у Италији у округу Мачерата, региону Марке.
Према процени из 2011. у насељу је живело 8626 становника. Насеље се налази на надморској висини од 216 м.

## Становништво
| 1936. | 1951. | 1961.  | 1971.  | 1981.  | 1991.  | 2001.  | 2011.  |
| ----- | ----- | ------ | ------ | ------ | ------ | ------ | ------ |
| 9.513 | 9.928 | 10.171 | 10.807 | 11.905 | 12.555 | 13.696 | 15.322 |